# 2022年10月25日日食
2022年10月25日日食是一次日偏食，發生於2022年10月25日。新月當天（即朔日），地球上觀測到月球和太阳的角距離極小，此時月球如果恰好在月球交點附近，穿過太阳和地球之間，與地球、太阳接近一直線，則會出現日食。由於月球偏北或偏南，本影及偽本影從地球以北或以南經過而未接觸地表，只有半影覆蓋了地球北端或南端部分區域，形成日偏食。此次日偏食月球偏北，出現在歐亞大陸中西部和周邊部分地區。

## 日食概況

### 出現區域

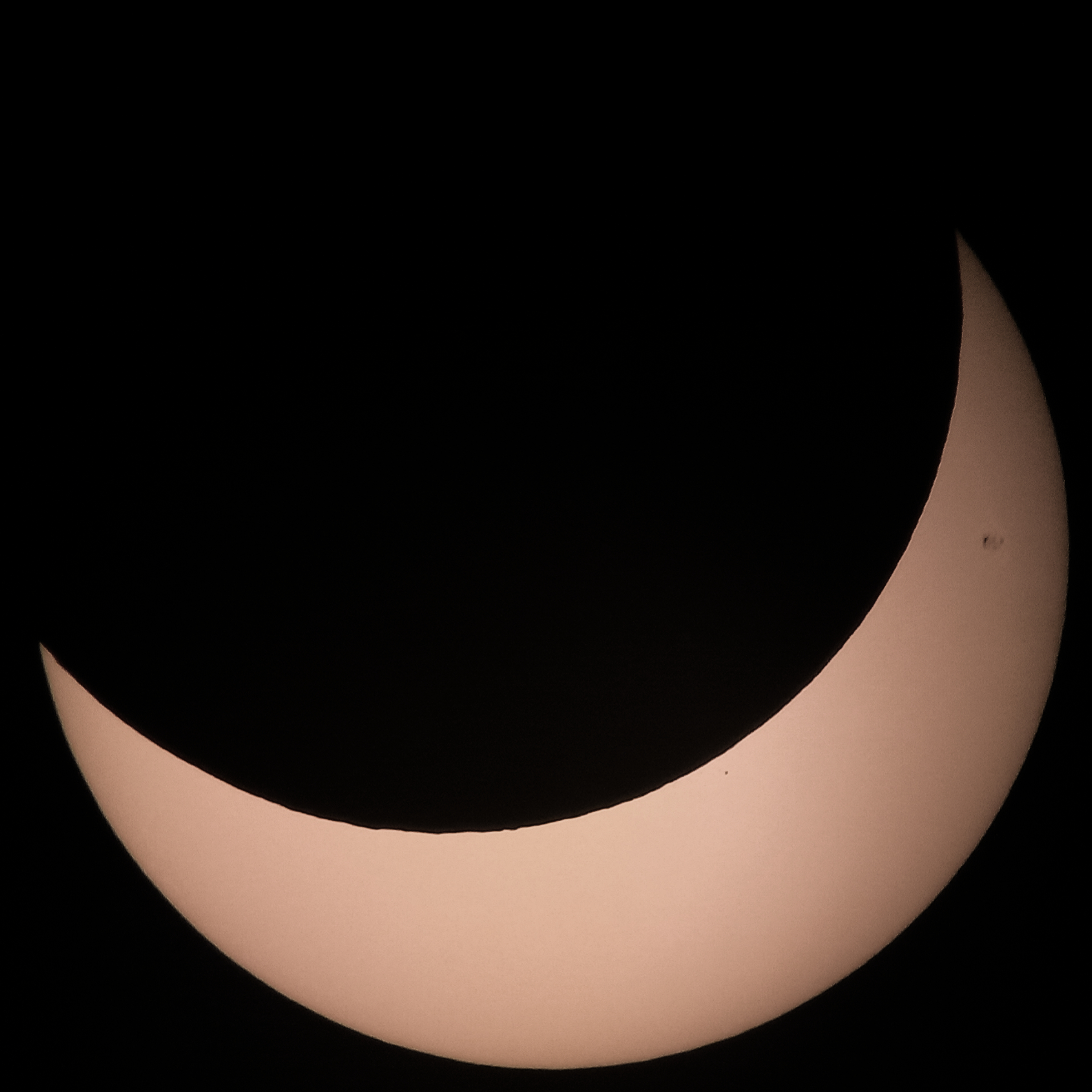
世界標準時間 10:54 薩拉托夫日食

本次日偏食可在格陵蘭東南部，歐洲除葡萄牙全境、西班牙西南半部、斯瓦尔巴群岛外的大部分，北非東半部、乍得東北部、東非北部、西亞、中亞、印度次大陸除東北部外的大部分、斯里蘭卡中北部，中國新疆除東端外的大部分、西藏中西部、青海西部，蒙古西部看到。

### 基本參數
- 類型：日偏食
- 食分最大處（位於俄羅斯漢特-曼西自治區東部）資料：
  - 時間：2022年10月25日11:00:09.1
  - 地點：61°36′N 77°24′E / 61.6°N 77.4°E[3]
  - 食分：0.8619（日食帶內最大）[4]

## 相關的日食

### 2022-2025年的日食
月球交替位於相對的月球交點時，以半個交點年（食年），即約177天又4小時間隔出現下列日食。
| 日食列表  |           |           |           |           |           |           |           |           |           |           |           |
| 1997-2000 | 2000-2003 | 2004-2007 | 2008-2011 | 2011-2014 | 2015-2018 | 2018-2021 | 2022-2025 | 2026-2029 | 2029-2032 | 2033-2036 | 2036-2039 |

| 升交點                                    | 升交點                   |                            | 降交點                    | 降交點 |
| 沙羅周期                                  | 地圖                     | 沙羅周期                   | 地圖                      |        |
| 117 智利聖地亞哥的日偏食                  | 2022年4月30日 偏食（南） | 124 俄羅斯薩拉托夫的日偏食 | 2022年10月25日 偏食（北） |        |
| 129 發生於東帝汶的日全食現象              | 2023年4月20日 全環食     | 134 墨西哥坎佩切的日環食   | 2023年10月14日 環食       |        |
| 139 發生於美国,印第安纳波利斯的日全食現象 | 2024年4月8日 全食        | 144                        | 2024年10月2日 環食        |        |
| 149                                       | 2025年3月29日 偏食（北） | 154                        | 2025年9月21日 偏食（南）  |        |

### 沙羅周期
沙羅週期長度為18年11天。本次日食屬於沙羅週期124，共包含73次日食，依次為1049年3月6日至1193年6月1日的9次日偏食、1211年6月12日至1968年9月22日的43次日全食、1986年10月3日的1次全環食（亦稱混合食）、2004年10月14日至2347年5月11日的20次日偏食，總共歷時1298.17年。其中最長的全食發生於1734年5月3日，共持續了5分46秒。
下表列舉了1901年至2100年間發生的屬於該週期的日食，是第49至59次：
| 49             | 50            | 51             |
| -------------- | ------------- | -------------- |
| 1914年8月21日  | 1932年8月31日 | 1950年9月12日  |
| 52             | 53            | 54             |
| 1968年9月22日  | 1986年10月3日 | 2004年10月14日 |
| 55             | 56            | 57             |
| 2022年10月25日 | 2040年11月4日 | 2058年11月16日 |
| 58             | 59            |                |
| 2076年11月26日 | 2094年12月7日 |                |

## 資料來源
1. ↑  樊忠玉. . 中国天文科普网.   [2018-01-26]. （原始内容存档于2014-09-17）.
2. ↑  Fred Espenak. . NASA Eclipse Web Site.   [2018-01-26]. （原始内容存档于2020-10-24）.（英文）
3. ↑  Fred Espenak. . NASA Eclipse Web Site.   [2018-01-26]. （原始内容存档于2020-10-29）.（英文）
4. ↑  Fred Espenak. . NASA Eclipse Web Site.   [2018-01-26]. （原始内容存档于2019-11-07）.（英文）
5. ↑  Fred Espenak. . NASA Eclipse Web Site.（英文）

## 外部連結
- NASA日食專頁（页面存档备份，存于）（英文）
- 可見區域圖和時間統計：由弗雷德·埃斯佩納克做出的日食預報，NASA/GSFC
  - 貝塞爾元素

| \| \| 日食 \|                             |                               |                                           |
| 上一次日食： 2022年4月30日日食 （日偏食） | 2022年10月25日日食 （日偏食） | 下一次日食： 2023年4月20日日食 （全環食） |
| 上一次日偏食： 2022年4月30日日食          | 2022年10月25日日食 （日偏食） | 下一次日偏食： 2025年3月29日日食          |
|                                           | 日食                          |                                           |